# Blondin de Cuvier
Perimyotis subflavus
Genre
Espèce
Répartition géographique
Statut de conservation UICN

 VU  : Vulnérable
Le Blondin de Cuvier (Perimyotis subflavus), aussi appelé Pipistrelle de l'Est au Canada, est une espèce de chauves-souris de la famille des Vespertilionidae, qui se rencontre communément dans toute la partie orientale de l'Amérique du Nord comprise entre le Mexique, les États du Kansas et du Texas, et le Sud de l'Ontario. C'est le seul membre du genre Perimyotis.

## Description
De couleur rougeâtre, jaunâtre et brunâtre, elle est une des plus petites chauves-souris de l'Est de l'Amérique du Nord. La membrane de ses ailes est de couleur noirâtre. Les adultes pèsent entre 4 et 8 g et leurs avant-bras font environ 3 cm.
Le Blondin de Cuvier s'accouple en automne avant d'entrer en hibernation. La femelle stocke le sperme du mâle dans son corps durant tout l'hiver et l'ovulation ne commence qu'au printemps. Elles hibernent seules ou en petits groupes dans des grottes ou des mines dont la température varie entre 4 et 10 °C. Elles retournent chaque année dans la même grotte pour hiberner. Durant la gestation, les femelles se rassemblent en colonies comportant une vingtaine d'individus au maximum. Les mâles restent seuls durant l'été. Ces colonies se cachent dans le feuillage et ne redoutent pas trop la lumière par rapport à d'autres espèces. Après une gestation de 44 à 60 jours, elles mettent bas à un ou deux jeunes en juin. Chacun pesant environ 20 % du poids de la femelle adulte. Les jeunes peuvent déjà voler entre 14 et 21 jours après leur naissance. Les mâles vivent environ 15 ans alors que les femelles seulement 10 ans.

## Taxinomie
L'espèce est décrite par Frédéric Cuvier en 1832, sous le protonyme de Vespertilio subflavus. En 1952, Sherman la place dans le genre Pipistrellus, et le nom de « Pipistrelle de l'Est » est un temps proposé pour désigner cette chauve-souris. En 1984, Henri Menu (d) la place dans un genre propre, Perimyotis, et le nom de « Blondin de Cuvier » a depuis été proposé comme nom normalisé.
Selon Catalogue of Life (20 septembre 2017), les sous-espèces suivantes peuvent être distinguées :
- sous-espèce Perimyotis subflavus clarus (Baker, 1954)
- sous-espèce Perimyotis subflavus floridanus (Davis, 1957)
- sous-espèce Perimyotis subflavus subflavus (F. Cuvier, 1832)
- sous-espèce Perimyotis subflavus veraecrucis (Ward, 1891)

## Alimentation
Ces chauves-souris mangent de petits insectes. Elles chassent à proximité d'étendues d'eau ou de rivières en atteignant une vitesse de 18 km/h. La chauve-souris s'aide de sa membrane pour bloquer l'insecte. En une heure, la chauve-souris peut augmenter sa masse de 25 % grâce aux insectes ingurgités.